# El diván de Valentina
El diván de Valentina es una serie de televisión de comedia dramática mexicana, producida y transmitida por el canal Once TV para su barra infantil Once Niños con ayuda de Televisa. La serie se estrenó el 30 de abril de 2002, y transmitió su último episodio el 16 de noviembre de 2005, con 4 temporadas, de 13 episodios cada una, produciendo un total de 52 episodios. 
La historia gira en torno a Valentina, una niña que cuenta sus experiencias cotidianas al espectador desde un diván, reflexionando y enfrentándose a la aventura de crecer, con todo lo que ello implica: aprender a conocerse bien y a tomar buenas decisiones, solucionar problemas, todo lo relacionado con las amistades, las relaciones entre sus hermanos y las dinámicas familiares. Así, Valentina cada día aprende lo que significa vivir, reír y hasta llorar en familia.
La serie finalizó, ya que sus protagonistas habían crecido y ya no estaban interesados en seguir. A pesar de eso, la serie se retransmitió casi ininterrumpidamente en el espacio infantil hasta el 2015, aunque se sigue retransmitiendo ocasionalmente por el Canal Once.

## Reparto
- Irene Garibay - Valentina Valdez Valdivia
- Erich Harrsch - Benito "Benny" Valdez Valdivia
- Hannah Recinas - Victoria "Vicky" Valdez Valdivia
- Shai Grinberg/Alessandro Boccardo - Bruno Valdez Valdivia
- Irela de Villers - Bertha Valdivia de Valdez
- Dino García - Vicente Valdez
- Nelly Horsman - Bertha Bonilla Vda. de Valdivia "Mamaí"
- Stefania Ascencio López-Portillo - Mariana
- Gisselle Kuri - Carla Camino
- Nicolasa Ortiz Monasterio - "Jimena"
- Stephanie Harrsch - Tania
- Enoc Leaño - Don Max
- Toño Valdés - "Memo"
- Priscilla Ramírez  - Roxana "Mala Suerte"
- Yubel Morales - Tomás

## Episodios
Temporada 1:
1. ¿Dónde Está Mi Casa?
2. ¿De Quién Son Las Pulgas?
3. ¿Sabes Que Día Es Hoy?
4. ¿Quién Dijo Que 4 Son + Que 2?
5. ¿Quién Se Llevó Mis Fotos?
6. ¿Cuánto Vale Coco?
7. ¿Dónde Está Bruno?
8. ¿Tienes Miedo Mamaí?
9. ¿Cómo Será El Amor?
10. ¿Has Visto A Los Invisibles?
11. ¿Has Viajado Al Espacio?
12. ¿Qué Dice Tu Mano?
13. ¿Te Gustan Las Estrellas?

Temporada 2:
1. ¿Pepino O Pepina?
2. ¿Dónde Estás Papá?
3. ¿Quieres Que Te Asuste?
4. ¿Quieres Ganarte Una Medalla?
5. ¿Ser O No Ser?
6. ¿Quieres Jugar Con Mala Suerte?
7. ¿Quieres Saber La Verdad?
8. ¿Melón O Sandía?
9. ¿Has Visto A Un Ángel?
10. ¿Quién Tiene La Mejor Tienda?
11. ¿Hay Dos Valentinas?
12. ¿Me Invitas A Dormir?
13. ¿Dónde Está La Valentina?

Temporada 3:
1. ¿Vienes A Mi Fiesta?
2. ¿Antes Sí Pero Ya No?
3. ¿Y Si No Quiero Que Te Vayas?
4. ¿Quieres Ser Mi Amiga?
5. ¿Somos Un Club?
6. ¿Me Lo Prestas?
7. ¿Se Vale Decir Mentiras?
8. ¿Soy, Ya No Soy, Quién Soy?
9. ¿Me Quiere O No Me Quiere?
10. ¿Qué Voy A Hacer Sin Ti?
11. ¿Quién Asustó A Quién?
12. ¿Sabes Guardar Un Secreto?
13. ¿Te Has Sentido Abandonado?

Temporada 4:
1. ¿Y Mañana Por Mi?
2. ¿Ya Andamos?
3. ¿Por Que Me Da Pena?
4. ¿Nina O Lucy?
5. ¿Con Quién Quiero Estar?
6. ¿Has Perdido El Equilibrio?
7. ¿Se Vale Decir Que No?
8. ¿Has Visto Por Otro?
9. Responsabilidad, ¿Con Quién?
10. ¿Caras Vemos?
11. ¿De Quién Son Las Cartas?
12. ¿Conoces A Los Enemigos De La Independencia?
13. ¿A Dónde Van Los Recuerdos?